# Chorągiew tatarska Adama Taraszewskiego

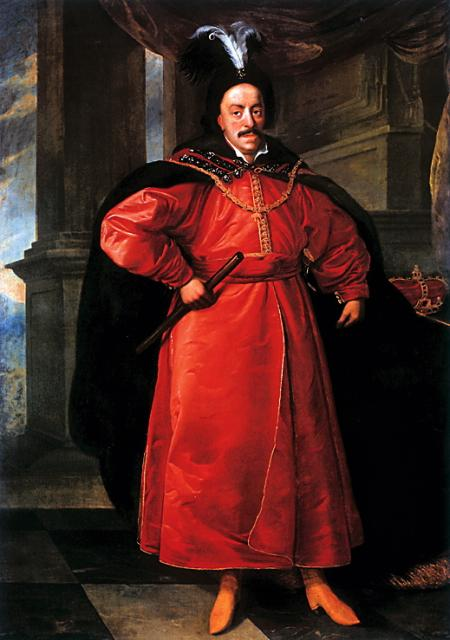
Po śmierci Jaremy Wiśniowieckiego to Jan II Kazimierz prowadził armię koronną przeciwko powstańcom kozackim.

Chorągiew tatarska Adama Taraszewskiego - chorągiew tatarska jazdy litewskiej połowy XVII wieku.
Rotmistrzem chorągwi był Adam Taraszewski. List przypowiedni wystawił hetman Janusz Radziwiłł w marcu 1651 roku.
Żołnierze chorągwi tatarskiej Taraszewskiego brali udział w działaniach zbrojnych przeciwko powstaniu Chmielnickiego 1648–1655.